# Природне променљиве
Природне променљиве су променљиве  од којих зависи функција F тако да ако се изрази преко њих у облику , она постаје фундаментална једначина.